# Courtivron
Courtivron är en kommun i departementet Côte-d'Or i regionen Bourgogne-Franche-Comté i östra Frankrike. Kommunen ligger i kantonen Is-sur-Tille som tillhör arrondissementet Dijon. År 2022 hade Courtivron 162 invånare.

## Befolkningsutveckling
Antalet invånare i kommunen Courtivron
Referens:INSEE